# Кутенова, Мария Петровна
Мария Петровна Кутенова (06.05.1928 — 10.06.2005) — передовик советского сельского хозяйства, бригадир виноградарского совхоза имени Молотова Министерства промышленности продовольственных товаров СССР, Анапского района Краснодарского края. Герой Социалистического Труда (1951).

## Биография
Родилась 6 мая 1928 года в станице Каладжинской Лабинского района Армавирского округа Северо-Кавказского края, ныне Лабинского района Краснодарского края, в семье крестьянина. Русская.
После окончания Майкопского сельскохозяйственного техникума в 1948 году была направлена на работу в совхоз имени Молотова Анапского района Краснодарского края бригадиром виноградарской бригады. По итогам работы в 1950 году бригадой М. П. Кутеновой получен урожай винограда 112 центнеров с гектара на площади 10 гектаров.
Указом Президиума Верховного Совета СССР от 27 августа 1951 года за получение в 1950 году высоких урожаев винограда Кутеновой Марии Петровне присвоено звание Героя Социалистического Труда с вручением ордена Ленина и золотой медали «Серп и Молот».
Позже работала агрономом одного из отделений совхоза, с 1957 года переименованного в имени Ленина.
После выхода на заслуженный отдых переехала в город Сочи и работала заместителем председателя общественного экологического совета при Главе города.
Заслуженный работник сельского хозяйства Кубани (09.01.1996).
Умерла 10 июня 2005 года в Сочи, похоронена на Центральном кладбище.

## Награды
- Медаль «Серп и Молот» (1951);
- Орден Ленина (1951)
- Орден Трудового Красного Знамени (26.09.1950)
- Медаль «За трудовую доблесть» (23.08.1952)
- Медаль «В ознаменование 100-летия со дня рождения Владимира Ильича Ленина» (6 апреля 1970[5])
- Медаль «Ветеран труда»
- и другие.

## Память
- Имя Героя золотыми буквами вписано на мемориальной доске в Краснодаре.
- На могиле установлен надгробный памятник.
- Занесена в Книгу Почёта района и на аллею Трудовой Славы Анапского района.